# Cytisus malacitanus
Cytisus malacitanus är en ärtväxtart. Cytisus malacitanus ingår i släktet kvastginster, och familjen ärtväxter.

## Underarter
Arten delas in i följande underarter:
- C. m. catalaunicus
- C. m. malacitanus